# Heinrich Gebhardt (Architekt)
Heinrich Gebhardt (* 15. August 1848 in Zorge; † 27. September 1916 in Holzminden) war ein deutscher Regierungsbaumeister.
Gebhardt besuchte die Schule in Nordhausen und studierte in Braunschweig. Er trat in den Staatsdienst des Herzogtum Braunschweig ein und wirkte als herzoglicher Regierungsbaumeister. Tätig war er in Blankenburg, Gandersheim und Holzminden.

## Werke (Auswahl)
- heutige Trinitatis-Kirche in Braunlage, 1887–1889
- neogotische Umgestaltung des Kapitelsaals des Klosters Walkenried, nicht erhalten[1]